# Crepis zacintha
Crepis zacintha es una  especie del género Crepis. Se distribuye por toda Europa.

## Descripción
Es una planta herbácea anual, (6) -20-30 - (40) centímetros de altura. Los tallos florales  erectos, estriados, sulcados o cilíndricos, glabros por encima y por debajo  pubescentes, poco ramificados o no ramificados, ramificado en la mitad superior. Las hojas de la roseta oblongo-obovadas, de 4.0 a 16.0 cm de largo, 0.8-4.0 cm de ancho, irregularmente pinnatisectas, dentadas, lóbulo terminal más grande que los lóbulos laterales.  Capítulos con  30 flores. Involucro campanulado en flor, que se endurece y curva en la fruta, envolviendo los aquenios exteriores; brácteas involucrales externas ovado-oblongas, c. 3.0 mm de largo, 1.0 mm de ancho, subagudo, glabras o finamente hispidulous, el margen escarioso; brácteas involucrales interiores lineal-oblongas. Corolas liguladas, amarillas;  teñidas de rojo. El fruto es un aquenio con vilano blanco. 

## Citología
Número de cromosomas de Crepis zacintha (Fam. Compositae) y táxones infraespecíficos
2n=6.

## Sinonimia
- Lapsana zacintha L., Sp. Pl.: 811. 1753
- Rhagadiolus zacintha (L.) All., Fl. Pedem. 1: 227. 1785
- Zacintha verrucosa Gaertn., Fruct. Sem. Pl. 2: 358. 1791, nom. nov.
- Zacintha zacintha (L.) H.Karst., Deut. Fl.: 1140. 1883, nom. inval.[4]

## Nombre común
- Castellano: achicoria de Zante, achicoria verrugosa de Zante, chicoria griega, pomo de espada.[3]